# Полонский, Авраам
Авраам Полонский (при рождении Абрам Палтиелевич Полонский; подпольные клички Поль, Наполеон, Морис Ферер и другие) — деятель французского Сопротивления. Во время Второй мировой войны был одним из четырёх основателей еврейской сионистской военизированной подпольной организации во Франции — Еврейской армии. Впоследствии, вместе с Люсьеном Люблиным, осуществлял командование Еврейской армией.

## Биография
Авраам (Абрам) Полонский родился в Белостоке в 1903 году, в семье Леймы Палтиелевича Полонского и Ципы Абрамовны Елецкой, уроженки Брест-Литовска. Его младший брат Иосиф родился там же в 1905 году. Будучи ребёнком, в 1909 году, в годы Второй алии, переехал с родителями в Палестину. Во время Первой мировой войны вместе с семьёй был выслан из Палестины турецкими властями. В Александрии на митинге услышал речь Жаботинского,
которая произвела на него сильное впечатление. Из Александрии семья Полонских вернулась в Белосток, где Авраам стал секретарём комсомольской ячейки. Во время Гражданской войны, в 1919 году создал еврейскую подпольную организацию из нескольких десятков человек, которая сражалась на стороне Красной армии против Петлюры. После Гражданской войны перебрался в Германию, затем в Бельгию, а в конце 20-х годов поселился в Тулузе, где окончил инженерный факультет университета.
В Тулузе Полонский вместе с женой Женей создал объединение еврейских студентов, которое он называл «Гистадрут». Там он познакомился с инженером Люсьеном Люблиным, который организовал курсы сионистского образования для молодёжи Тулузы.
К июню 1940 года французская армия сдалась Германии. Полонский и Довид Кнут (Фиксман) создали подпольную организацию под названием «La Main Forte», что означает в переводе «Сильная рука».
Во второй половине 1941 года Полонский, Довид Кнут и Арон (Люсьен) Люблин на основе «La Main Forte» организовали «Armee Juive» (AJ) или «Еврейскую армию», сокращённо ЕА, которая была подразделением специального назначения, состоящим из членов сионистского молодежного движения. В 1943—1944 годах ЕА помогла нескольким сотням своих членов успешно бежать в Испанию, а затем в Палестину. Группа сражалась в Тулузе, Ницце, Лионе и Париже, нападая на осведомителей, которые сотрудничали с гестапо и помогли освободить Францию летом 1944 года.
По утверждению Шмуэля Рене Капеля одной из причин успехов ЕА была гениальность Полонского в качестве руководителя. Анат Гуэта обращает внимание на реалистичность Полонского, благодаря которой ЕА не ограничивалась заранее сформулированными задачами, а действовала в соответствии с постоянно изменяющимися обстоятельствами. Это качество демонстрируется несколькими примерами:
- Полонский мобилизовал в подполье людей с разными политическими взглядами и являющихся членами разных организаций, которые могли принести реальную пользу, например: Ефройкин — помощник представителя Джойнта во Франции, ставший сразу же после создания ЕА членом командования и обеспечивший надёжный источник финансирования; Рене Капель, член Консистории, который, будучи раввином французской армии и имея доступ в лагеря интернированных лиц, наладил помощь заключённым евреям, а позднее и их спасение[22].

После освобождения Франции Полонский стал командующим отделения Хаганы во Франции и Северной Африке.